# Cantone di Seichamps
Il Cantone di Seichamps era una divisione amministrativa dell'arrondissement di Nancy.
È stato soppresso a seguito della riforma complessiva dei cantoni del 2014, che è entrata in vigore con le elezioni dipartimentali del 2015.
Comprendeva i comuni di:
- Champenoux
- Laneuvelotte
- Mazerulles
- Moncel-sur-Seille
- Pulnoy
- Saulxures-lès-Nancy
- Seichamps
- Sornéville
- Velaine-sous-Amance